# Tennant Creek (Territori del Nord)
Tennant Creek és una ciutat del Territori del Nord a Austràlia. És la cinquena ciutat més poblada del Territori del Nord i està situada a l'autopista Stuart Highway, just a la intersecció amb el final oest de l'autopista Barkly Highway. Té 2.919 habitants (2006).
Tennant Creek és a uns 1.000 km al sud de la capital, Darwin, i 500 km al nord d'Alice Springs. El nom de la ciutat prové d'un curs d'aigua proper amb el mateix nom. L'any 2001 Tennant Creek tenia 3.185 habitants dels quals 1.176 eren aborígens australians.
Entre els atractius turístics de Tennant Creek hi ha Devils Marbles, Mary Ann Dam, el centre miner de Battery Hill i el centre cultural de Nyinkka Nyunyu i és el punt de partida de Barkly Tableland.

## Geografia

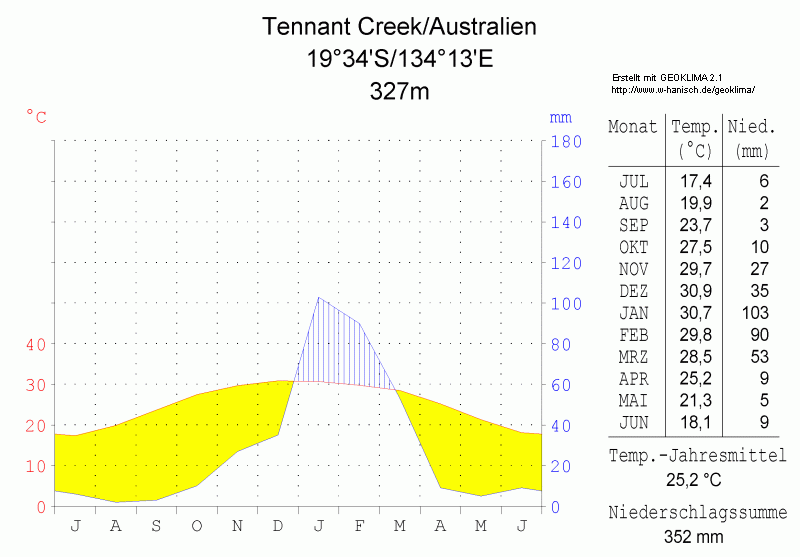
Clima

Tennant Creek és al centre del Northern Territory, 376,5 metres per sobre del nivell del mar. Les temperatures mitjanes mensuals van de 24 a 38 °C. La pluviometria anual és de 426 mm. L'estació seca (de maig a octubre) té le nits fesques.

## Història

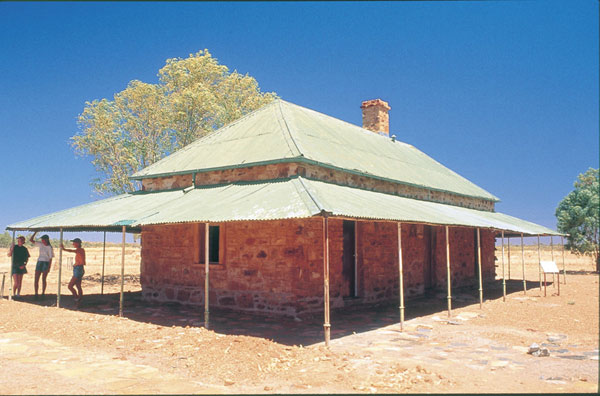
Estació de telègrafs - Tennant Creek

La història europea d'aquesta zona comença amb l'explorador John McDouall Stuart que l'any 1860 hi passà en el seu intent infructuós de travessar el continent australià de sud a nord. Va donar el nom d'aquest lloc en honor de John Tennant, que finançava l'expedició.
El telègraf hi arribà en la dècada de 1870.
Tennant Creek va ser el darrer lloc de la febre d'or a Austràlia, durant la dècada de 1930 i en aquella època era el tercer productor d'or d'Austràlia.
L'or es va descobrir en aquesta ona l'any 1928 pel telegrafista Charles Windley. La mineria d'or es va iniciar a les McDouall Ranges, muntanyes que reberen aquest nom per John McDouall Stuart.
Durant la Segona Guerra Mundial, l'exèrcit australià va construir un hospital de camp a prop i es va utilitzar el seu aeroport com aeroport en cas d'emergència.
El turisme a aquesta zona s'està incrementant.